# Podandrogyne decipiens
Podandrogyne decipiens là một loài thực vật có hoa trong họ Màng màng. Loài này được (Triana & Planch.) Woodson miêu tả khoa học đầu tiên năm 1948.